# VM i håndbold 2013 (kvinder)
Verdensmesterskabet i håndbold for kvinder 2013 var det 21. VM i håndbold for kvinder arrangeret af IHF. Slutrunden afvikledes i Serbien 6. – 22. december 2013. Det var første gang, at Serbien som selvstændig nation arrangerede et VM i kvindehåndbold.
Verdensmesterskabet blev vundet af Brasilien, som gik ubesejret gennem turneringen, og blev det første panamerikanske land, der vandt en VM-titel i indendørs håndbold. I finalen besejrede brasilianerne værtslandet Serbien med 22-20, og begge finalister vandt dermed VM-medaljer for første gang. Finalekampen i Kombank Arena i Beograd blev overværet af 19.467 tilskuere og satte dermed rekord som det højeste tilskuertal til en kvindehåndboldkamp nogensinde.
Bronzemedaljerne blev vundet af Danmark, som i bronzekampen besejrede Polen med 30-26, og som dermed vandt medaljer ved at stort mesterskab for første gang siden europamesterskabet i 2004. 
Tre af de største favoritter til titlen, de forsvarende mestre og olympiske mestre fra Norge, europamestrene fra Montenegro og de forsvarende VM-sølvvindere fra Frankrig, blev slået ud af turneringen allerede i ottendedels- eller kvartfinalerne.

## Slutrunde

### Værtsland
Slutrunden blev spillet i Serbien, som den 2. oktober 2010 blev valgt som værtland af International Handball Federation på bekostning af den anden ansøger, Sydkorea. Det var første gang, at Serbien var vært for et verdensmesterskab i kvindehåndbold, men da mesterskabet i 1973 blev afviklet i Jugoslavien, blev nogle af kampene spillet i Serbien: finalerne i Beograd og en mellemrundegruppe i Negotin.

### Spillesteder
Fem spillesteder i fire byer var værter for kampene. De fire indledende grupper blev spillet i henholdsvis Beograd (Hala Pionir), Zrenjanin, Niš og Novi Sad. Slutspillet blev spillet i Beograd (Kombank Arena) og Novi Sad, mens President's Cup blev afviklet i Niš.
| Gruppespillet                | Gruppespillet                      | Gruppespillet                       |
| ---------------------------- | ---------------------------------- | ----------------------------------- |
| Beograd                      | Zrenjanin                          | Niš                                 |
| Hala Pionir Kapacitet: 8.150 | Kristalna Dvorana Kapacitet: 2.800 | Čair Sports Center Kapacitet: 5.000 |
|                              |                                    |                                     |
| Gruppespillet og slutspillet | Slutspillet                        | Beograd Zrenjanin Niš Novi Sad      |
| Novi Sad                     | Beograd                            | Beograd Zrenjanin Niš Novi Sad      |
| SPENS Kapacitet: 11.500      | Kombank Arena Kapacitet: 23.000    | Beograd Zrenjanin Niš Novi Sad      |
|                              |                                    | Beograd Zrenjanin Niš Novi Sad      |

### Hold
Slutrunden havde deltagelse af 24 hold. Værterne fra Serbien og de forsvarende mestre fra Norge var direkte kvalificerede til slutrunden, mens de resterende 22 hold blev fundet i kvalifikationen.
| Europa                                                    | Europa                                                      | Asien                   |  |
| --------------------------------------------------------- | ----------------------------------------------------------- | ----------------------- |  |
| Norge · Danmark · Frankrig · Holland · Montenegro · Polen | Serbien · Rumænien · Spanien · Tjekkiet · Tyskland · Ungarn | Japan · Kina · Sydkorea |  |
| Afrika                                                    | Panamerika                                                  | Oceanien                |  |
| Algeriet · Angola · Dem. Rep. Congo · Tunesien            | Argentina · Brasilien · Dominikanske Rep. · Paraguay        | Australien              |  |

### Indledende runde
De 24 deltagende hold blev til den indledende runde fordelt i fire grupper med seks hold i hver.
| Gruppe A   | Gruppe B  | Gruppe C  | Gruppe D   |
| ---------- | --------- | --------- | ---------- |
| Montenegro | Danmark   | Norge     | Ungarn     |
| Holland    | Brasilien | Polen     | Tyskland   |
| DR Congo   | Serbien   | Angola    | Rumænien   |
| Sydkorea   | Japan     | Spanien   | Tjekkiet   |
| Frankrig   | Kina      | Argentina | Tunesien   |
| Dom. Rep.  | Algeriet  | Paraguay  | Australien |

#### Gruppe A
Alle kampe i gruppe A blev spillet i Hala Pionir i Beograd.
| Dato  | Tid   | Kamp                   | Res.  | Pause |
| ----- | ----- | ---------------------- | ----- | ----- |
| 7.12  | 14:45 | Montenegro - Sydkorea  | 24–22 | 11–11 |
| 7.12  | 17:00 | Frankrig - DR Congo    | 31–13 | 15–61 |
| 7.12  | 19:15 | Holland - Dom. Rep.    | 44–21 | 20–90 |
| 8.12  | 16:00 | Sydkorea - Holland     | 29–26 | 17–11 |
| 8.12  | 18:15 | DR Congo - Montenegro  | 09–35 | 14–19 |
| 8.12  | 20:30 | Dom. Rep. - Frankrig   | 10–27 | 14–10 |
| 10.12 | 16:00 | Sydkorea - DR Congo    | 34–20 | 19–13 |
| 10.12 | 18:15 | Montenegro - Dom. Rep. | 33–19 | 17–10 |
| 10.12 | 20:30 | Holland - Frankrig     | 19–23 | 10–10 |
| 11.12 | 16:00 | Dom. Rep. - Sydkorea   | 20–51 | 08–27 |
| 11.12 | 18:15 | Holland - DR Congo     | 33–21 | 18–11 |
| 11.12 | 20:30 | Frankrig - Montenegro  | 17–16 | 6–8   |
| 13.12 | 16:15 | DR Congo - Dom. Rep.   | 23–22 | 15–13 |
| 13.12 | 18:30 | Frankrig - Sydkorea    | 27–22 | 11–10 |
| 13.12 | 20:45 | Montenegro - Holland   | 27–25 | 14–18 |

| Hold          | Kampe | Mål     | Point |
| ------------- | ----- | ------- | ----- |
| Frankrig      | 5     | 125–801 | 10    |
| Montenegro    | 5     | 135–921 | 8     |
| Sydkorea      | 5     | 158–117 | 6     |
| Holland       | 5     | 147–121 | 4     |
| DR Congo      | 5     | 186–155 | 2     |
| Dominik. Rep. | 5     | 192–178 | 0     |

#### Gruppe B
Alle kampe i gruppe B blev spillet i Niš.
| Dato   | Tid   | Kamp                 | Res.  | Pause |
| ------ | ----- | -------------------- | ----- | ----- |
| 6.12.  | 18:00 | Serbien - Japan      | 28–26 | 10–13 |
| 7.12.  | 18:00 | Brasilien - Algeriet | 36–20 | 21–71 |
| 7.12.  | 20:15 | Danmark - Kina       | 44–21 | 19–13 |
| 8.12.  | 15:45 | Kina - Brasilien     | 21–34 | 12–19 |
| 8.12.  | 18:00 | Algeriet - Serbien   | 14–34 | 16–18 |
| 8.12.  | 20:15 | Japan - Danmark      | 25–29 | 13–13 |
| 10.12. | 15:45 | Kina - Japan         | 27–33 | 12–16 |
| 10.12. | 18:00 | Brasilien - Serbien  | 25–23 | 14–11 |
| 10.12. | 20:15 | Danmark - Algeriet   | 38–20 | 21–81 |
| 11.12. | 15:45 | Brasilien - Japan    | 24–20 | 12–81 |
| 11.12. | 18:00 | Algeriet - Kina      | 25–27 | 14–15 |
| 11.12. | 20:15 | Serbien - Danmark    | 23–22 | 12–12 |
| 13.12. | 15:45 | Japan - Algeriet     | 32–23 | 16–12 |
| 13.12. | 18:00 | Serbien - Kina       | 32–18 | 19–10 |
| 13.12. | 20:15 | Danmark - Brasilien  | 18–23 | 19–14 |

| Hold      | Kampe | Mål     | Point |
| --------- | ----- | ------- | ----- |
| Brasilien | 5     | 142–102 | 10    |
| Serbien   | 5     | 140–105 | 8     |
| Danmark   | 5     | 151–112 | 6     |
| Japan     | 5     | 136–131 | 4     |
| Kina      | 5     | 114–168 | 2     |
| Algeriet  | 5     | 102–167 | 0     |

#### Gruppe C
Alle kampe i gruppe C blev spillet i Zrenjanin.
| Dato   | Tid   | Kamp                 | Res.  | Pause |
| ------ | ----- | -------------------- | ----- | ----- |
| 7.12.  | 15:45 | Angola - Argentina   | 33–23 | 15–12 |
| 7.12.  | 18:00 | Polen - Paraguay     | 40–60 | 19–41 |
| 7.12.  | 20:15 | Norge - Spanien      | 22–20 | 11–10 |
| 9.12.  | 15:45 | Paraguay - Angola    | 12–37 | 17–18 |
| 9.12.  | 18:00 | Spanien - Polen      | 26–20 | 11–11 |
| 9.12.  | 20:15 | Argentina - Norge    | 18–37 | 19–15 |
| 10.12. | 15:45 | Polen - Angola       | 32–23 | 18–13 |
| 10.12. | 18:00 | Spanien - Argentina  | 25–19 | 14–11 |
| 10.12. | 20:15 | Norge - Paraguay     | 34–13 | 17–81 |
| 12.12. | 15:45 | Paraguay - Spanien   | 09–29 | 10–14 |
| 12.12. | 18:00 | Polen - Argentina    | 31–17 | 14–91 |
| 12.12. | 20:15 | Angola - Norge       | 21–26 | 19–12 |
| 13.12. | 15:45 | Argentina - Paraguay | 25–15 | 13–51 |
| 13.12. | 18:00 | Angola - Spanien     | 21–30 | 10–14 |
| 13.12. | 20:15 | Norge - Polen        | 23–18 | 13–10 |

| Hold      | Kampe | Mål     | Point |
| --------- | ----- | ------- | ----- |
| Norge     | 5     | 142–901 | 10    |
| Spanien   | 5     | 130–910 | 8     |
| Polen     | 5     | 141–951 | 6     |
| Angola    | 5     | 135–123 | 4     |
| Argentina | 5     | 102–141 | 2     |
| Paraguay  | 5     | 155–165 | 0     |

#### Gruppe D
Alle kampe i gruppe D blev spillet i Novi Sad.
| Dato   | Tid   | Kamp                  | Res.  | Pause |
| ------ | ----- | --------------------- | ----- | ----- |
| 7.12.  | 14:45 | Ungarn - Tjekkiet     | 35–27 | 18–16 |
| 7.12.  | 17:00 | Tyskland - Australien | 36–15 | 17–71 |
| 7.12.  | 19:15 | Rumænien - Tunesien   | 27–17 | 15–81 |
| 9.12.  | 14:45 | Tunesien - Ungarn     | 24–26 | 15–15 |
| 9.12.  | 17:00 | Tjekkiet - Tyskland   | 32–37 | 13–17 |
| 9.12.  | 19:15 | Australien - Rumænien | 13–32 | 17–16 |
| 10.12. | 14:45 | Tjekkiet - Tunesien   | 28–24 | 15–14 |
| 10.12. | 17:00 | Tyskland - Rumænien   | 26–23 | 13–12 |
| 10.12. | 19:15 | Ungarn - Australien   | 39–15 | 19–11 |
| 12.12. | 14:45 | Australien - Tjekkiet | 10–34 | 14–15 |
| 12.12. | 17:00 | Tyskland - Tunesien   | 26–20 | 10–11 |
| 12.12. | 19:15 | Rumænien - Ungarn     | 21–17 | 18–10 |
| 13.12. | 14:45 | Tunesien - Australien | 24–15 | 12–81 |
| 13.12. | 17:00 | Ungarn - Tyskland     | 26–27 | 16–14 |
| 13.12. | 19:15 | Rumænien - Tjekkiet   | 29–23 | 14–71 |

| Hold       | Kampe | Mål       | Point |
| ---------- | ----- | --------- | ----- |
| Tyskland   | 5     | 152–116   | 10    |
| Rumænien   | 5     | 132-961   | 8     |
| Ungarn     | 5     | 1143–1140 | 6     |
| Tjekkiet   | 5     | 144–135   | 4     |
| Tunesien   | 5     | 109–122   | 2     |
| Australien | 5     | 068–165   | 0     |

### Slutspil

#### Ottendedelsfinaler
Ottendedelsfinalerne havde deltagelse af de 16 hold, der sluttede blandt de fire bedste i hver indledende gruppe. Holdene fra gruppe A blev parret med holdene fra gruppe B, mens holdene fra gruppe C blev parret med holdene fra gruppe D, således at gruppevinderne mødte de hold, der var sluttet på fjerdepladsen, mens toerne mødte treerne.
| Dato   | Tid   | Kamp               | Res.  | Pause | Spillested |
| ------ | ----- | ------------------ | ----- | ----- | ---------- |
| 15.12. | 17:30 | Tyskland Angola    | 29–21 | 13–10 | Novi Sad   |
| 15.12. | 18:00 | Frankrig Japan     | 27–19 | 12–91 | Beograd    |
| 15.12. | 20:15 | Polen Rumænien     | 31–29 | 13–17 | Novi Sad   |
| 15.12. | 20:45 | Danmark Montenegro | 22–21 | 11–12 | Beograd    |
| 16.12. | 17:30 | Ungarn Spanien     | 28–21 | 17–12 | Novi Sad   |
| 16.12. | 18:00 | Brasilien Holland  | 29–23 | 16–14 | Beograd    |
| 16.12. | 20:15 | Norge Tjekkiet     | 31–21 | 19–10 | Novi Sad   |
| 16.12. | 20:45 | Sydkorea Serbien   | 27–28 | 12–13 | Beograd    |

Taberne af ottendedelsfinalerne blev rangeret som nr. 9-16 på grundlag af resultaterne opnået i den indledende runde i kampene mod de hold, som også gik videre til ottendedelsfinalerne, således at holdene rangeredes efter opnåede point, subsidiært målforskel.

#### Kvartfinaler
Kvartfinalerne havde deltagelse af de otte vinderhold fra ottendedelsfinalerne, som spillede om fire pladser i semifinalerne. Det var bemærkelsesværdigt, at hele fire af de otte kvartfinalister havde dansk træner: Jan Pytlick (Danmark), Heine Jensen (Tyskland), Kim Rasmussen (Polen) og Morten Soubak (Brasilien). Det var første gang i VM-historien, at fire trænere fra samme land var repæsenteret i VM-kvartfinalerne, og det lykkedes endda for tre af dem at føre deres hold videre til semifinalerne.
| Dato   | Tid   | Kamp             | Res.     | Pause  | Spillested |
| ------ | ----- | ---------------- | -------- | ------ | ---------- |
| 18.12. | 17:30 | Brasilien Ungarn | [0]33–31 | 12–11  | Beograd    |
| 18.12. | 17:30 | Polen Frankrig   | 22–21    | 011–81 | Novi Sad   |
| 18.12. | 20:15 | Serbien Norge    | 28–25    | 15–16  | Beograd    |
| 18.12. | 20:15 | Danmark Tyskland | 31–28    | 17–17  | Novi Sad   |

Taberne af kvartfinalerne blev rangeret som nr. 5-8 på grundlag af resultaterne opnået i den indledende runde i kampene mod de hold, som ligeledes gik videre til ottendedelsfinalerne, således at holdene rangeredes efter opnåede point, subsidiært målforskel.

#### Semifinaler
Semifinalerne havde deltagelse af de fire vinderhold fra kvartfinalerne. Danmark havde fem gange tidligere været i VM-semifinaler, mens de øvrige tre semifinalister aldrig tidligere var nået så langt ved VM. Vinderne af semifinalerne kvalificerede sig til finalen om verdensmesterskabet, mens taberne gik videre til bronzekampen.
| Dato   | Tid   | Kamp              | Res.  | Pause | Spillested |
| ------ | ----- | ----------------- | ----- | ----- | ---------- |
| 20.12. | 18:00 | Polen Serbien     | 18–24 | 16–14 | Beograd    |
| 20.12. | 20:45 | Brasilien Danmark | 27–21 | 14–10 | Beograd    |

#### Finale og bronzekamp
| Dato   | Tid   | Kamp              | Res.  | Pause | Spillested |
| ------ | ----- | ----------------- | ----- | ----- | ---------- |
| 22.12. | 14:30 | Danmark Polen     | 30–26 | 12–15 | Beograd    |
| 22.12. | 17:15 | Brasilien Serbien | 22–20 | 13–11 | Beograd    |

### President's Cup
President's Cup havde deltagelse af de otte hold, der sluttede på femte- eller sjettepladserne i de indledende grupper. Femmerne spillede om placeringerne 17-20, mens sekserne spillede om 21.- til 24.-pladsen.

#### Kampe om 17.- til 20.-pladsen
| Kamptype            | Dato   | Tid   | Kamp                                  | Res.  | Pause | Spillested |
| ------------------- | ------ | ----- | ------------------------------------- | ----- | ----- | ---------- |
| Semifinaler         | 15.12. | 17:45 | Demokratiske Republik Congo Kina      | 22–23 | 18–11 | Niš        |
| Semifinaler         | 15.12. | 20:00 | Argentina Tunesien                    | 21–27 | 12–14 | Niš        |
| Kamp om 19.-pladsen | 16.12. | 17:45 | Demokratiske Republik Congo Argentina | 19–31 | 17–14 | Niš        |
| Kamp om 17.-pladsen | 16.12. | 20:00 | Kina Tunesien                         | 23–28 | 11–12 | Niš        |

#### Kampe om 21.- til 24.-pladsen
| Kamptype            | Dato   | Tid   | Kamp                             | Res.     | Pause | Spillested |
| ------------------- | ------ | ----- | -------------------------------- | -------- | ----- | ---------- |
| Semifinaler         | 15.12. | 13:15 | Dominikanske Republik Algeriet   | 24–29    | 19–12 | Niš        |
| Semifinaler         | 15.12. | 15:30 | Paraguay Australien              | [0]18–18 | 12–10 | Niš        |
| Kamp om 23.-pladsen | 16.12. | 13:15 | Dominikanske Republik Australien | 27–26    | 18–91 | Niš        |
| Kamp om 21.-pladsen | 16.12. | 15:30 | Algeriet Paraguay                | 19–29    | 10–13 | Niš        |

### Statistik[9]

#### Samlet rangering
| Plac. | Hold                        | Kvalificeret til |
| ----- | --------------------------- | ---------------- |
| 1.    | Brasilien                   | VM 2015          |
| 2.    | Serbien                     |                  |
| 3.    | Danmark                     | VM 2015 (vært)   |
| 4.    | Polen                       |                  |
| 5.    | Norge                       |                  |
| 6.    | Frankrig                    |                  |
| 7.    | Tyskland                    |                  |
| 8.    | Ungarn                      |                  |
| 9.    | Spanien                     |                  |
| 10.   | Rumænien                    |                  |
| 11.   | Montenegro                  |                  |
| 12.   | Sydkorea                    |                  |
| 13.   | Holland                     |                  |
| 14.   | Japan                       |                  |
| 15.   | Tjekkiet                    |                  |
| 16.   | Angola                      |                  |
| 17.   | Tunesien                    |                  |
| 18.   | Kina                        |                  |
| 19.   | Argentina                   |                  |
| 20.   | Demokratiske Republik Congo |                  |
| 21.   | Paraguay                    |                  |
| 22.   | Algeriet                    |                  |
| 23.   | Dominikanske Republik       |                  |
| 24.   | Australien                  |                  |

#### Medaljevindere
| Guld | Sølv | Bronze |
| Brasilien | Serbien | Danmark |
| Fabiana Diniz Alexandra do Nascimento Samira Rocha Daniela Piedade Amanda Andrade Fernanda da Silva Ana Paula Rodrigues Barbara Arenhart Elaine Gomes Mayssa Pessoa Karoline de Souza Eduarda Amorim Deborah Nunes Mariana Costa Mayara Moura Deonise Cavaleiro | Katarina Krpez Jelena Popovic Andrea Lekic Jelena Zivkovic Sanja Damnjanovic Jelena Eric Jovana Risovic Sanja Rajovic Svetlana Ognjenovic Biljana Filipovic Katarina Tomasevic Jelena Nisavic Ivana Milosevic Jovana Stoiljkovic Kristina Liščević Dragana Cvijic Marija Lojpur Marina Dmitrovic | Jane Schumacher Maibritt Kviesgaard Susan Thorsgaard Maria Fisker Anne Mette Hansen Camilla Dalby Mette Gravholt Cecilie Greve Marianne Bonde Pernille Holmsgaard Line Jørgensen Rikke Poulsen Kristina Kristiansen Ann Grete Nørgaard Trine Østergaard Jensen Louise Burgaard Stine Jørgensen |

#### Topscorere
| Plac. | Spiller                    | Kampe | Mål | Skud | Scoringspct. | Straffekast |
| ----- | -------------------------- | ----- | --- | ---- | ------------ | ----------- |
| 1.    | Susann Müller              | 7     | 62  | 99   | 63 %         | 13/14       |
| 2.    | Alexandra do Nascimento    | 9     | 54  | 81   | 67 %         | 23/29       |
| 3.    | Anita Görbicz              | 7     | 48  | 71   | 68 %         | 24/29       |
| 3.    | Sally Potocki              | 7     | 48  | 101  | 48 %         | 19/14       |
| 5.    | Sanja Damnjanovic          | 9     | 46  | 94   | 49 %         | 6/9         |
| 5.    | Andrea Lekic               | 9     | 46  | 78   | 59 %         | 19/10       |
| 7.    | Kristina Kristiansen       | 9     | 45  | 67   | 67 %         | 13/14       |
| 8.    | Christianne Mwasesa Mwange | 7     | 42  | 85   | 49 %         | 18/12       |
| 9.    | Ana Paula Rodrigues        | 9     | 39  | 75   | 52 %         | 4/5         |
| 9.    | Alina Wojtas               | 9     | 39  | 75   | 52 %         | 17/12       |

#### Bedste målmænd
Statistikken omfatter kun målmænd, der modtog mindst 20 % af sit holds modtagne skud.
| Plac. | Spiller            | Kampe | Redninger | Skud | Redningspct. |
| ----- | ------------------ | ----- | --------- | ---- | ------------ |
| 1.    | Lucie Satrapova    | 3     | 34        | 59   | 58 %         |
| 2.    | Silje Solberg      | 7     | 49        | 101  | 49 %         |
| 3.    | Jovana Risovic     | 9     | 49        | 108  | 45 %         |
| 4.    | Amandine Leynaud   | 7     | 57        | 128  | 45 %         |
| 5.    | Katarina Tomasevic | 9     | 99        | 237  | 42 %         |
| 6.    | Barbara Arenhart   | 9     | 81        | 195  | 42 %         |
| 7.    | Marina Vukcevic    | 6     | 47        | 114  | 41 %         |
| 8.    | Fadia Omrani       | 7     | 37        | 90   | 41 %         |
| 9.    | Katrine Lunde      | 7     | 60        | 147  | 41 %         |
| 10.   | Claudia Ungureanu  | 6     | 39        | 100  | 39 %         |

#### All-Star holdet
| Placering               | Spiller                 |
| ----------------------- | ----------------------- |
| Målvogter               | Barbara Arenhart (BRA)  |
| Højre fløj              | Woo Sun-Hee (KOR)       |
| Højre back              | Susann Müller (GER)     |
| Playmaker               | Anita Görbicz (HUN)     |
| Venstre back            | Sanja Damnjanovic (SRB) |
| Venstre fløj            | Maria Fisker (DEN)      |
| Stregspiller            | Dragana Cvijic (SRB)    |
| Mest værdifulde spiller | Eduarda Amorim (BRA)    |

## Kvalifikation
Ved kvalifikationen skulle der findes de 22 hold, der foruden værtsnationen Serbien og de forsvarende verdensmestre fra Norge skulle deltage i slutrunden. Dette foregik separat i hvert af de kontinentale forbund.